# Рябова, Софья Павловна
Софья Павловна Рябова (16 апреля 1898 года, село Лобаски, ныне Ичалковского района, Мордовия — ум. Минск) — школьная учительница. Прототип картины Ф. В. Сычкова «Учительница-мордовка» (1937).
Сестра Рябова Анатолия Павловича, основоположника эрзянского литературного языка, и Рябова Владимира Павловича, переводчика русской классики и сталинской конституции на эрзянский язык. По национальности эрзя.

## Биография
Отец — Павел Тимофеевич Рябов (умер в 1912 году), предположительно был в услужении в Болдино, в семействе Пушкиных. Мать — Александра Михайловна Рябова (в девичестве — Юрченкова). В семье родилось 9 детей, двое из которых умерли в младенчестве: Анатолий — 1894 года рождения, Елизавета — 1896, Софья — 1898, Владимир — 1900, Александр — 1905, Капитолина — 1908, Лида — 1911. Все дети, кроме Лиды, получили образование и работали учителями, переводчиками, агрономами, были социально активны. Потомки полагают, что обеспечить образованием старших детей помогла протекция семьи Пушкиных.
Во время голода, в 1920е годы отправилась вслед за братьями — Анатолием и Владимиром в Томск, «за хлебом». Потом к ним присоединилась сестра Лиза. В Томске существовало «мордовское землячество», там жило и работало много эрзян еще с дореволюционного времени.
Сёстры выходят замуж. Лиза — за Васильева Тимофея Васильевича, будущего основателя республики Мордовия, дипломата. Софья - за Уфимцева Ефима, скототорговца.

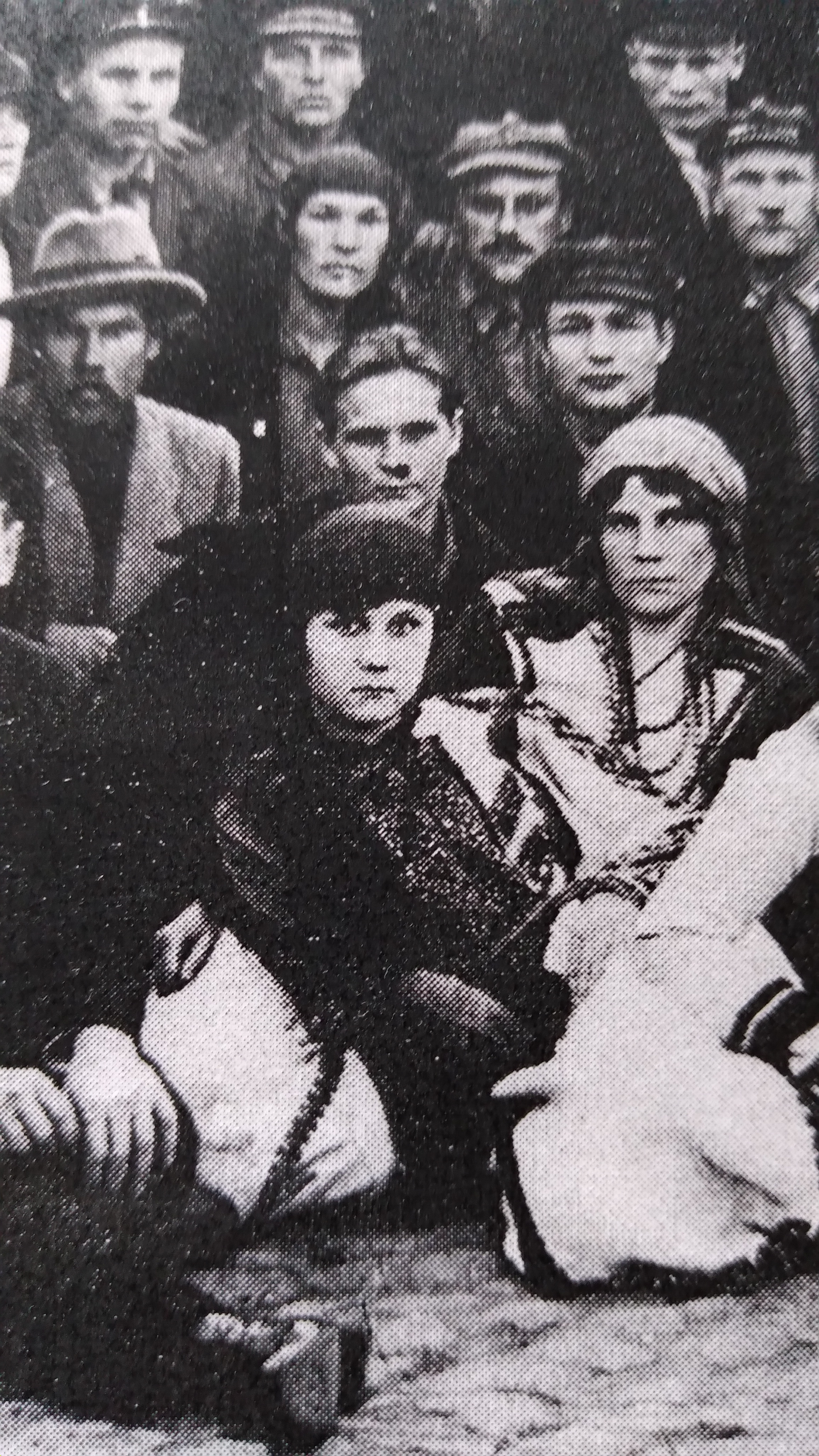
Софья Рябова на съезде эрзянской интеллигенции в Москве, 1920-е годы

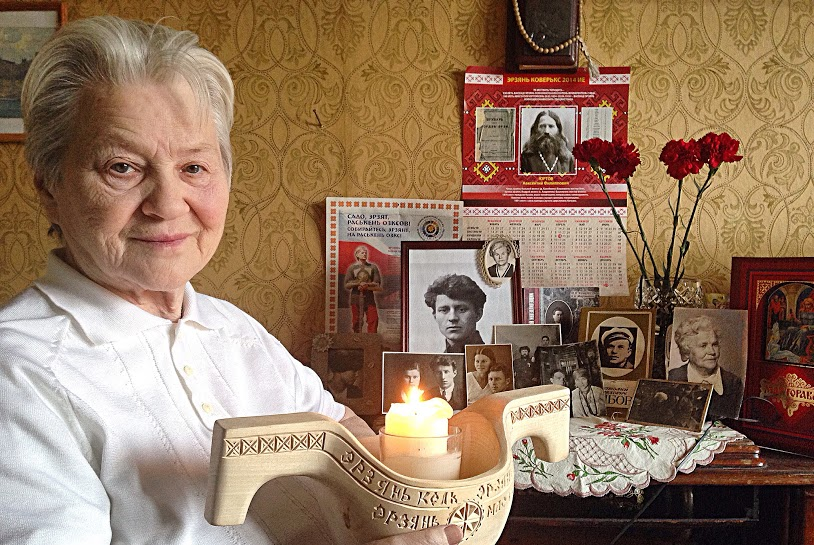
Галина Владимировна Рябова-Попова, племянница Софьи

Через некоторое время Рябовы возвращаются в Саранск.

## Семья
В 19 лет Софья выходит замуж в Томске за вдовца с несколькими дочерьми. Рождается совместный ребёнок — Евгения.

Дочь:
- Евгения Ефимовна Уфимцева.
  - Ирина Рябова
  - Евгений Рябов
  - Анатолий Рябов

Уже в Саранске Софья вторично выходит замуж за Хрымова, Виктора Дмитриевича (1908—1958), ученика Ф. В. Сычкова. Впоследствии Председателя Союза Художников Мордовии (1952—1958). Брак не был удачным, супруги расстались.

## Репрессии
Время, когда писалась картина «Учительница-мордовка» (1937), было непростым для страны — шли репрессии. Не обошли они стороной и семью Рябовых: как раз в этот период были арестованы и в дальнейшем расстреляны братья Владимир и Анатолий. Их жёны осуждены как «жёны изменников Родины». Жена Владимира отбывала срок в АЛЖИРЕ (Акмолинском Лагере Жён Изменников Родины). Софья и её мать были вынуждены взять на попечение их детей: Галину — дочь Владимира, в возрасте 1 года и Ричарда, сына Анатолия, подростка.
Впоследствии Софья вернула Галину освободившейся через 3 года матери, Ричард уехал к родственникам по материнской линии.
Через некоторое время был вызван в СССР и расстрелян муж младшей сестры Лизы — Васильев Тимофей Васильевич, работавший в советском посольстве в Англии.
Братья Рябовы входили в «Список лиц, подлежащих суду военной коллегии Верховного суда Союза СССР» 19.04.1938 АП РФ, оп.24, дело 416, лист 176, подписи: Сталин, Молотов, Каганович, Жданов. В списке содержалось около 100 фамилий интеллигенции республики Мордовия.

## Создание картины
Картина Ф. В. Сычкова «Учительница-мордовка» (1937) считается одной из лучших картин мастера. Она впервые экспонировалась на выставке «Индустрия социализма» 18 марта 1939 года. Эта выставка занимает особое место в череде культурных мероприятий. Было задачей показать развитие новой советской художественной школы. Участвовало 1015 картин 459 советских художников. Помимо Ф. В. Сычкова свои картины представили известные впоследствии художники: Самуил Адливанкин, Гавриил Горелов, Игорь Грабарь, Борис Иогансон, Николай Крымов, Георгий Нисский, Аркадий Пластов, Михаил Платунов.
На картине Софья сидит в цветущем саду, в национальном эрзянском платье. Рядом — книга. Её лицо, в отличие от других сычковских героинь, не смеется, а напряжено, взгляд настороженный, кажется, она предугадывает трагедию семьи.
Сам Ф. В. Сычков так комментировал свое произведение в газете «Советская Мордовия» в 1952 году:

«Я почти всю свою жизнь прожил в себе Кочелаеве. История этого села, его жителей проходила перед моими глазами на протяжении нескольких десятилетий. Сейчас, мысленным взором окидывая это время, я вижу, какие поразительные перемены произошли в жизни Кочелаева… Разве мог я в дореволюционное время подумать даже, что встречу женщину — представительницу маленькой нации, обучающую детей на родном языке? Никогда! А теперь в одном только Кочелаевском районе несколько десятков учительниц-мордовок обучают школьников на мокшанском языке. Нетрудно представить, какой была бы судьба этих женщин до 1917 года». — "Федот Васильевич Сычков". 1986 год. Саранск. Мордовское книжное издательство. Составители Л.А.Букина и М.И.Сурина. Фотограф Н.Е.Ревизов. Рецензент -старший научный сотрудник Государственного Русского Музея Е.Н.Гусева